# Salvelinus jacuticus
Salvelinus jacuticus är en fiskart som beskrevs av Borisov, 1935. Salvelinus jacuticus ingår i släktet Salvelinus och familjen laxfiskar. Inga underarter finns listade i Catalogue of Life.